# دتلباخ
دتلباخ (بالألمانية: Dettelbach) هي place with town rights and privileges وبلدة ألمانية تقع في ألمانيا في بافاريا.

## المدن التوأمة
مدن روفينا وبويسدورف هي مدن توأمة لـدتلباخ.

## أعلام
- إلا ويبر
- نوربرت إيدر